# Beor (Bibel)
Beor war der Name zweier in der Bibel erwähnter Personen.

## Vater Belas
Im Buch Genesis wird Beor als Vater Belas genannt, der Fürst in Edom war (1 Mos 36,32 ). Nochmals erwähnt wird er im 1. Buch der Chronik (1 Chr 1,43 ).

## Vater Bileams
Eine zweite Person dieses Namens ist der Vater des Bileam, von dem im Buch Numeri berichtet wird (4 Mos 22–24 ). Weitere Erwähnungen dieses Beors, jeweils als Vater Bileams, finden sich in den Büchern Josua (24,9 ) und Micha (6,5 ).
Über eine Erwähnung im 2. Brief des Apostels Petrus gehört er auch zu den im Neuen Testament genannten Personen des alten Testaments (2 Petr 2,15 ).